# Luís Pereira de Miranda
Luís Pereira de Miranda (provavelmente em Moita, cerca de 1558 - Ribeira Grande, maio de 1610) foi um fidalgo e prelado português da Igreja Católica, bispo de Santiago de Cabo Verde.

## Biografia
Era filho de Rui Pereira de Miranda, Senhor de Carvalhais e Verdemilho de juro e herdade, e de sua segunda mulher Ana da Cunha. Estudou Artes (1581) e Direito (1587) na Universidade de Coimbra.
Em 1581, casou-se com Maria de Mariz, da Figueira de Boialvo, filha de Heitor de Mariz e de sua mulher Helena de Figueiredo, em Avelãs de Cima. 
Deste casamento, nasceu Sebastião Pereira de Miranda, em Figueira, a 18 de janeiro de 1585. É a partir desta descendência que se mantém a Casa da Graciosa, que recaiu no 1.° Visconde da Graciosa, 1.° Conde da Graciosa e 1.° Marquês da Graciosa. Após a morte de Maria de Mariz, Luís Pereira tornou-se clérigo.
Em 23 de fevereiro de 1608, o processo para sua habilitação para ser bispo foi organizado pelo coletor apostólico em Portugal, D. Fabrizio Caracciolo. D. Luís foi indicado como Bispo de Santiago de Cabo Verde para a Santa Sé em 31 de março do mesmo ano e foi aprovado em 10 de novembro, sendo consagrado provavelmente em 1609.
Dado o longo período em que a Sé encontrava-se sem um bispo residente, foi-lhe imposto que receberia as mercês somente após sua chegada na Sé, para onde então seguiu depois de outubro de 1609.
Morreu provavelmente em maio de 1610, após apenas um mês na cidade de Ribeira Grande.